# Chamaeleo arabicus
Chamaeleo arabicus är en ödleart som beskrevs av  Paul Matschie 1893. Chamaeleo arabicus ingår i släktet Chamaeleo och familjen kameleonter. IUCN kategoriserar arten globalt som livskraftig. Inga underarter finns listade i Catalogue of Life.